# Fifth Angel (album)
Fifth Angel è il primo album in studio dei Fifth Angel, uscito nel 1986 per l'Etichetta discografica Epic Records.

## Tracce
1. In the Fallout (Archer, Byrd, Pilot) 3:55
2. Shout It Out (Archer, Byrd, Pilot) 4:27
3. Call Out the Warning (Archer, Byrd, Pilot) 3:34
4. Fifth Angel (Archer, Byrd, Pilot) 4:04
5. Wings of Destiny (Archer, Byrd, Pilot) 4:39
6. The Night (Archer, Byrd, Pilot) 4:45
7. Only the Strong Survive (Archer, Byrd, Mary, Pilot) 3:48
8. Cry Out the Fools (Archer, Byrd, Pilot) 4:25
9. Fade to Flames (Archer, Byrd, Pilot) 4:04

## Formazione
- Ted Pilot - prima voce
- Ed Archer - chitarra, basso
- James Byrd - chitarra
- Ken Mary - batteria